# Apamea putris
Apamea putris är en fjärilsart som beskrevs av Jacob Hübner 1820. Apamea putris ingår i släktet Apamea och familjen nattflyn. Inga underarter finns listade i Catalogue of Life.